# Taeniophyllum pallidiflorum
Taeniophyllum pallidiflorum är en orkidéart som beskrevs av Cedric Errol Carr. Taeniophyllum pallidiflorum ingår i släktet Taeniophyllum och familjen orkidéer. Inga underarter finns listade i Catalogue of Life.